# Cayaponia bonariensis
Cayaponia bonariensis là một loài thực vật có hoa trong họ Cucurbitaceae. Loài này được (Mill.) Mart.Crov. mô tả khoa học đầu tiên năm 1955.